# Успенський Пречистенський собор (Вільнюс)
Успенський Пречистенський кафедральний собор, Пречистенський собор, (Митрополичий, Спаський собор) — одна з найбільших та найстаріших церквов Вільнюса. З 1415 по 1795 (фактично до 1746) року виконував роль кафедри київських митрополитів

## Заснування та рання історія
Розміщена у соборі пам'ятна таблиця свідчить, що він був закладений 1346 року в часи правління великого литовського князя Ольгерда. Прийнято вважати, що місце обрав сам князь на площі біля свого палацу. За переказами церкву освятив володимирський єпископ Олексій Бяконт (згодом київський митрополит) у 1348 році. Популярний переказ говорить про будівництво храму київськими архітекторами за зразком київського Софійського собору, однак цей переказ не можна вважати цілком достовірним.
Споруда у плані являла собою квадрат із сторонами по 36 метрів. Із східного боку до квадрата примикали три апсиди. Всередині простору розташовувались чотири колони, які імовірно підтримували конструкцію купола. Поступово за храмом закріпилось дві назви Успенський та Пречистенський.

## Кафедральний собор

Успенський Пречистенський собор на гравюрі Томаша Маковського

Бароковий краєвид собору після реконструкції митрополита Я.Смогоржевського

Вигляд споруди перебудованої під університетське приміщення

Пречистенський собор після відновлення за проектом А.Резанова та М.Чагіна

Вже протягом усього 14 ст. відбувався процес фактичного розділення київської митрополії на дві частини західну та східну. У 1415 році на соборі руських єпископів у Новогрудку було в черговий раз обрано паралельного київського митрополита для земель незалежних від Золотої Орди — Перемиська, Холмська, Володимирська, Луцька, Турівська, Чернігівська, Полоцька та Смоленська єпархії. Новообраний митрополит Григорій Цамблак переносить свою резиденцію до Вільна (Вільнюса) та перетворює Успенський Пречистенський храм у кафедральний собор київської митрополії. Після того як у 1435 році східні митрополити втратили титул київських та з 1448 року стали називатись московськими, віленський собор став єдиною кафедрою київських предстоятелів з титулом митрополитів «Київських, Галицьких та всієї Русі». 1495 року в соборі був рукоположений митрополит Макарій, що двома роками пізніше був убитий татарами та згодом причислений до лику святих у чині священномученика. 1507 рокув зв'язку з роботами із забивання паль та укріпленням берегів річки Вілейки, які проводили поруч із собором, обвалився купол храму, який відновили 1511 року коштом князя Костянтина Острозького.
1589 року собор відвідав константинопольський патріарх Єремія II. Разом із митрополитом манемвасійським Єрофеєм, єпископами димонитським Арсенієм, володимирським Мелетієм та львівським Гедеоном він висвятив тут нового митрополита Михайла Рогозу, який стояв біля витоків Берестейської унії та став першим унійним київським митрополитом. 1609 р. його наступник митрополит Іпатій Потій відслужив у соборі молебень за з'єднання церков та пом'янув ім'я Папи Римського під час богослужіння.
Приблизно до того часу — рубежу 16-17 століть відноситься і одне з перших зображень споруди на гравюрі Томаша Маковського. Вона являє собою масивну будівлю в готичному стилі із трикутним фронтоном, що мало відрізняється від навколишніх римо-католицьких храмів.
В середині 18 століття споруда сильно постраждала від пожежі, після якої богослужіння були перенесені до малої так званої «теплої» Спаської церкви з південного боку собору. Поступово руїни, а потім весь собор набули назви Спаського. В той же час резиденція київських (уніатських) митрополитів була перенесена до Радомишля. Фактичне функціонування Успенського Пречистенського храму як митрополичого собору припинилось.
1785 року митрополит Ясон (Смогожевський) відновив храм у формах бароко та переобладнав Спаську церкву під госпіталь, однак вже через десять років у 1795 уніатська митрополія була ліквідована владою Російської імперії, а споруду передали василіянському монастирю Святої Трійці.

## Занепад
Систематичні переслідування російською владою уніатської церкви та василіанського ордену зокрема привели до занепаду собору. У 1806 році споруда була продана за 3000 рублів військовому відомству яке влаштувало тут склад хліба, а двома роками пізніше у 1808 передана віленському університету та перетворена на анатомічний театр і ветеринарну клініку. Внаслідок перебудови та пристосування до нової функції будівля практично повністю втратила вигляд церковної споруди, а після закриття віленського університету була перетворена на кузню.

## Відродження
У 1864 році російська влада за погодженням із митрополитом литовським і віленським Йосифом, почала відновлення собору. За проектом А.Резанова та М.Чагіна було добудовано три бокові вежі, надбудована одна вціліла бокова вежа та влаштований металевий центральний купол наметового завершення. Попри очевидну багату готичну стилістику вцілілих оригінальних фрагментів собору, новий храм було вирішено у стриманій романській манері, а шатрові завершення веж та куполу зробили його нетиповим для візантійсько-руської традиції та несподівано візуально наблизили споруду до традицій вірменської та грузинської сакральної архітектури. Собор був наново освячений у 1868 році. Після реставрації 1998 року, будівля загалом зберегла отримане при відбудові 1864-68 стилістичне вирішення. З 1992 року включений до реєстру культурних цінностей Литви під № 1104.